# فاطمة المؤمن
فاطمة عصام حمد المؤمن الشهيرة باسم فاطمة المؤمن مهندسة معمارية، خبيرة تجميل، مدونة موضة وأزياء، وفاشنيستا كويتية، تُعدّ من بين أشهر الشخصيات العربية المؤثرة في عالم الجمال والأناقة، منذ أن بدأت تنشط فيه في العام 2014.

## عنها
ولدت فاطمة المؤمن في دولة الكويت، بعد إنهاءها مرحلة الثانوية، ابتُعِثت إلى خارج الكويت لدراسة الهندسة المعمارية، وقد تخرّجت من جامعة ميامي في فلوريدا، وبعد مدّة من تخرّجها، التحقت بالصندوق الكويتي للتنمية الاقتصادية العربية، برنامج الهندسة للعمل في شيكاغو، ثم عادت إلى الاستقرار في الكويت، وعملت كمهندسة معمارية في القطاع الخاص لمدة سنتين. خلال ذلك، بدأت تنشط بشكل كبير في مجال الأزياء والتجميل والموضة، الذي سرعان ما اشتهرت فيه. 